# Ion Gavăț
Iulian P. "Ion" Gavăț, född 19 juli 1900 i Tâmboești, död 18 juni 1978 i Bukarest, var en rumänsk bobåkare. Han deltog vid olympiska vinterspelen i Sankt Moritz 1928, där hans lag kom på sjunde plats.